# San Juan de los Cayos
San Juan de los Cayos es la capital del municipio Acosta, perteneciente al Estado Falcón, Venezuela. Se ubica en la costa oriental de dicho estado y limita al norte con el mar Caribe, al sur con el Cerrito, al este con Boca de Mangle y al oeste con Los Taparos y muy cerca un pintoresco pueblo vecino como lo es La Villa del Corazón de Jesús. Su población para 2011 era de 18 960 habitantes.

## Historia
El primer alcalde fue elegido en 1989 resultando ganador el candidato de Acción Democrática.el difunto alcalde Francis Arias.

## Economía
San Juan es una las principales zonas turísticas y ganaderas de la región, contando con varias vías de acceso y grandes calles. Gran parte de su atractivo se debe a sus playas, la salina y las islas: Cayo San Juan y Cayo Abajo. Se diferencia por carecer de un turismo eficiente por sus aguas marrones producto de la unión del mar Caribe y el río de boca de tocuyo.
También se destaca la producción de coco (Cocos nucifera) en San Juan de los Cayos.

## Fiestas locales
Su santo patrón es San Juan Bautista, celebrándose sus fiestas el 24 de junio. Playas marrones de su alta naturaleza que se compone por la unión del mar y el río de boca de tocuyo.